# Masdevallia ampullacea
Masdevallia ampullacea är en orkidéart som beskrevs av Carlyle August Luer och Angel Andreetta. Masdevallia ampullacea ingår i släktet Masdevallia och familjen orkidéer. Inga underarter finns listade i Catalogue of Life.